# Polymultipliée de l'Hautil 1997
La Polymultipliée de l'Hautil 1997, prima edizione della corsa e valida come evento del circuito UCI categoria 1.4, si svolse il 28 settembre 1997, per un percorso totale di 142 km. Fu vinta dallo svizzero Mauro Gianetti, al traguardo con il tempo di 3h24'01" alla media di 41,76 km/h.

## Ordine d'arrivo (Top 10)
| Pos. | Corridore            | Squadra       | Tempo    |
| ---- | -------------------- | ------------- | -------- |
| 1    | Mauro Gianetti       | Fr. des Jeux  | 3h24'01" |
| 2    | Xavier Jan           | Fr. des Jeux  | a 15"    |
| 3    | Lylian Lebreton      | Festina-Lotus | a 51"    |
| 4    | Davide Rebellin      | Fr. des Jeux  | a 53"    |
| 5    | Grzegorz Gwiazdowski | Cofidis       | a 3'50"  |
| 6    | Søren Petersen       | Tönissteiner  | a 4'03"  |
| 7    | Peter Farazijn       | Lotto         | a 4'33"  |
| 8    | Christophe Oriol     | Casino        | a 4'34"  |
| 9    | Mickaël Mesnage      | BigMat        | a 4'38"  |
| 10   | Scott Sunderland     | GAN           | a 4'41"  |